# La fille mal gardée
La fille mal gardée (en español: La muchacha mal custodiada) es un ballet cómico presentado en dos actos, inspirado en la pintura de 1765 de Pierre Antoine Baudouin, La réprimande/Une jeune fille querellée par sa mère. El ballet fue coreografiado originalmente por el maestro de ballet Jean Dauberval con una mezcla de músicas, basado en cincuenta y cinco aires franceses populares. El ballet se estrenó el 1 de julio de 1789 en el Gran Teatro de Burdeos, Francia.
La fille mal gardée es una de las obras más antiguas e importantes del repertorio de ballet, y se ha mantenido viva a lo largo de los años desde su creación a través de muchas reposiciones. La obra ha sufrido muchos cambios de título y ha tenido nada menos que seis partituras, algunas de las cuales fueron adaptaciones de música antigua. La atrayente sencillez y la ingenua familiaridad de la acción de La fille mal gardée le han otorgado una popularidad que la ha establecido en el repertorio de muchas compañías de ballet de todo el mundo.
Desde el siglo XX se presenta en una de las dos versiones más conocidas: muchas compañías de ballet presentan producciones que se derivan de la versión de Alexander Gorsky con la música de Peter Ludwig Hertel, originalmente puesta en escena para el Teatro Bolshoi de Moscú en 1903. La versión de Gorsky se basó casi por completo en la puesta en escena de 1885 de Marius Petipa y Lev Ivanov para el Ballet Imperial de San Petersburgo. La puesta en escena de Petipa/Ivanov se basó en la versión de Paul Taglioni de la música de Peter Ludwig Hertel, originalmente puesta en escena en 1864 para el Court Opera Ballet de la Staatsoper Unter den Linden en Berlín. El público moderno quizás esté más familiarizado con la producción y coreografía de Frederick Ashton para el Ballet Real de Londres en 1960.

## Los orígenes deLa fille mal gardée

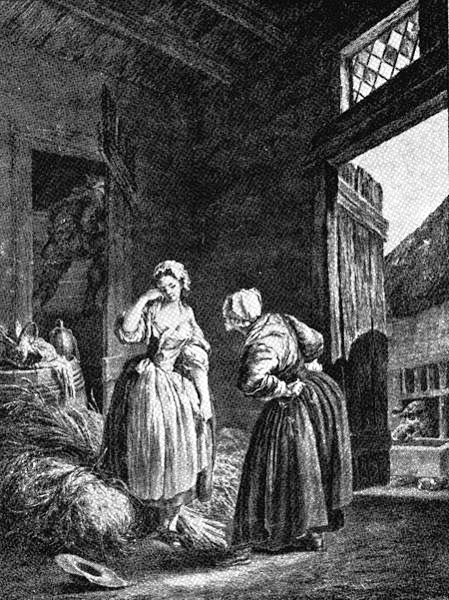
La pintura de Pierre Antoine Baudouin Le reprimande/Une jeune fille querellée par sa mère

La fille mal gardée fue creación de Jean Dauberval, uno de los más grandes coreógrafos de su época. Se formó con el influyente maestro Jean-Georges Noverre y se distingue además como maestro de Charles Didelot, conocido hoy como "El padre del ballet ruso". Cuenta la leyenda que Dauberval encontró su inspiración para La Fille mal gardée mientras estaba en una imprenta de Burdeos, donde vio un grabado de la pintura de Pierre Antoine Baudouin Le reprimande/Une jeune fille querellée par sa mère. La pintura mostraba a una niña llorando con la ropa desordenada siendo reprendida por una anciana (presumiblemente su madre) en un granero de heno, mientras que su amante se puede ver en el fondo corriendo escaleras arriba hacia la seguridad del desván. Esta pintoresca obra de arte divirtió tanto a Dauberval que inmediatamente se dispuso a crear un escenario adecuado para un ballet.
El ballet se presentó por primera vez en el Gran Teatro de Burdeos en Burdeos, Francia, el 1 de julio de 1789. La esposa de Dauberval, Marie-Madeleine Crespé (conocida artísticamente como Mme. Théodore), hizo el papel de Lison (o Lise, como se conoce al personaje en las versiones modernas), Eugène Hus hizo el papel de Colin (o Colas), y Francois Le Riche el papel de la Viuda Ragotte (ahora conocida como viuda Simone).
El título original del ballet era Le ballet de la paille, ou Il n'est qu'un pas du mal au bien ("El ballet de la paja, o Sólo hay un paso de lo malo a lo bueno"). La obra tuvo éxito público y resultó ser el trabajo más popular y duradero de Dauberval.
A finales del siglo XVIII y principios del XIX, las partituras para ballets eran a menudo mosaicos de aires populares derivados de danzas, canciones u óperas conocidas. Estas partituras fueron arregladas y adaptadas por el director de música del teatro o por el violinista principal de la orquesta de la ópera, quien en ese momento también se desempeñaba como director (aún no se establecía el papel separado de director de orquesta). 
La partitura de 1789 de La fille mal gardée era en sí misma un arreglo de cincuenta y cinco aires franceses populares. Las partes orquestales supervivientes de la partitura de 1789 no mencionan un compositor ni un arreglista, y ningún relato contemporáneo existente de la producción original menciona un compositor. Es posible que el propio Dauberval arregló la partitura, ya que era un violinista competente. Si no fue su trabajo, entonces puede haber sido uno de los músicos empleados por el teatro.

### Reposiciones de la versión original de Dauberval

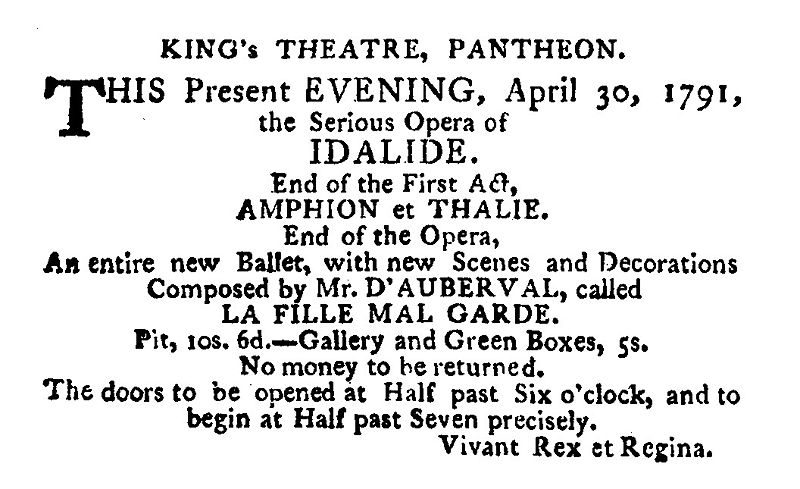
Anuncio para el estreno de La fille mal gardée en el King's Pantheon Theatre, Londres, 1791

Dos años después del estreno, Dauberval viajó a Londres para montar la obra para el Ballet del King's Pantheon Theatre, y para la ocasión cambió el título del ballet a La fille mal gardée, como ahora se conoce a la obra. Para la primera representación el 30 de abril de 1791, la esposa de Dauberval, Mme. Théodore repitió su papel de Lise, mientras que el alumno de Dauberval, Charles Didelot, bailó Colas.
La partitura de 1789 fue odiada por los músicos de la Orquesta del Teatro Pantheon. Cuando las partes orquestales fueron redescubiertas en 1959 por el historiador de ballet y musicólogo Ivor Guest y el director de orquesta John Lanchbery, se descubrió que estaban cubiertas de comentarios que iban desde lo ingenioso hasta lo crudo.
Eugène Hus, elenco original del papel de Colas, remontó La fille mal gardée de Dauberval en 1803 en la antigua Ópera de París, la Salle de la rue de Richelieu, predecesora de la Salle Le Peletier. Antes de esta producción, Hus utilizó el libreto del ballet en 1796 para una ópera cómica titulada Lise et Colin, que estaba ambientada con la música de Pierre Gaveaux.

## La nueva versión de Jean-Pierre Aumer a la música de Hérold

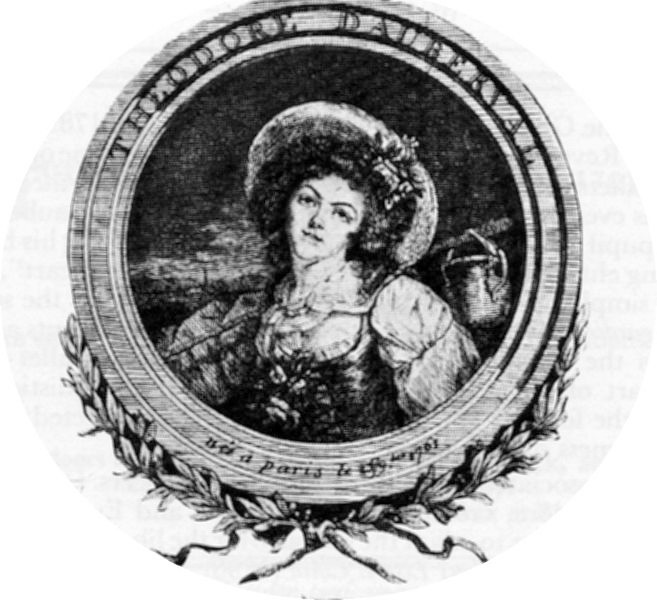
Señora Théodore Dauberval, en el papel de Lise. París, 1761

El coreógrafo Jean-Pierre Aumer, alumno de Dauberval, repuso varias veces la producción de Hus de 1803 a lo largo de su carrera como maestro de ballet en la Ópera de París. Luego viajó a Viena en 1809 para montar la obra para el Burgtheater.
El 17 de noviembre de 1828, Aumer presentó una versión completamente nueva de La fille mal gardée en la Ópera de París especialmente para la bailarina Pauline Montessu. Para esta nueva producción, el compositor Ferdinand Hérold creó una adaptación de la partitura original de 1789. Hérold también tomó prestados muchos temas de las óperas de compositores como Jean Paul Égide Martini y Gaetano Donizetti.

### El pas de deux de Fanny Elssler
En 1837, la gran bailarina austriaca Fanny Elssler hizo su debut en la Ópera de París en la producción de Aumer de La fille mal gardée. Como era costumbre en la época, una bailarina encargaba nuevos pas de deux y variaciones para interpolarlos en ballets ya existentes. Haciendo uso de los extensos archivos de la biblioteca de la Ópera de París, la bailarina seleccionó sus aires favoritos de la partitura de Donizetti para la ópera El elixir de amor. El copista de la biblioteca, Aimé-Ambroise-Simon Leborne, reunió y orquestó la música para ella.
El Grand pas de Elssler fue resucitado por el musicólogo e historiador Ivor Guest para la producción de Ashton de 1960 de La fille mal gardée para el Ballet Real.

## Versión de Paul Taglioni
El coreógrafo italiano Paul Taglioni, tío de la legendaria Marie, fue contratado como maestro de ballet del Court Opera Ballet de la Staatsoper Unter den Linden de Berlín entre 1852 y 1866. El 7 de noviembre de 1864, Taglioni presentó su propia puesta en escena completamente nueva de La fille mal gardée bajo el título Das schlecht bewachte Mädchen (La muchacha mal custodiada). Para esta producción, Taglioni encargó una partitura completamente nueva al compositor residente de música de ballet de la Staatsoper, Peter Ludwig Hertel. Esta producción se estrenó con un éxito rotundo y se mantuvo en el repertorio de la compañía durante muchos años.
En mayo de 1876, la bailarina italiana Virginia Zucchi hizo su debut en la producción de Taglioni en Berlín. La célebre bailarina triunfó en el papel de Lise, revitalizando la obra con su expresiva interpretación.

## En Rusia
La fille mal gardée fue representada por primera vez en Rusia por el maestro de ballet Giuseppe Solomoni en 1800 para el Teatro Petrovsky de Michael Maddox (el predecesor del Teatro Bolshoi) en Moscú, una producción que luego fue revisada por el sucesor de Solomoni, Jean Lamiral en 1808. Ambas producciones utilizaron la partitura pastiche original de 1789, quizás en adaptaciones preparadas para cada puesta en escena respectiva.
La primera producción realizada por el Ballet Imperial de San Petersburgo fue puesta en escena por el alumno de Jean Dauberval, Charles Didelot, quien interpretó el papel de Colas en el montaje londinense de 1791. Didelot, quien se desempeñó como maestro de ballet en los Teatros Imperiales de San Petersburgo de 1801 a 1811 y de 1816 a 1837, presentó su versión el 2 de octubre de 1818 en el Teatro Imperial Bolshoi Kamenny, bajo el título La Précaution inutile, ou Lise et Colin (Vana precaución, o Lise y Colin ). La obra fue musicalizada por el compositor Catterino Cavos.
Una producción de la versión de 1828 de Jean-Pierre Aumer, con la música de Hérold, se representó por primera vez en Rusia en el Teatro Bolshoi de Moscú en 1845 por el maestro de ballet Irakly Nikitin. El coreógrafo Jules Perrot, maestro principal de ballet de los Teatros Imperiales de San Petersburgo de 1850 a 1859, creó su propia versión de la producción de Aumer para la compañía en 1854, y para esta producción agregó al ballet música nueva del compositor Cesare Pugni. La puesta en escena de Perrot se realizó por última vez en 1880.

### Versión de Marius Petipa y Lev Ivanov

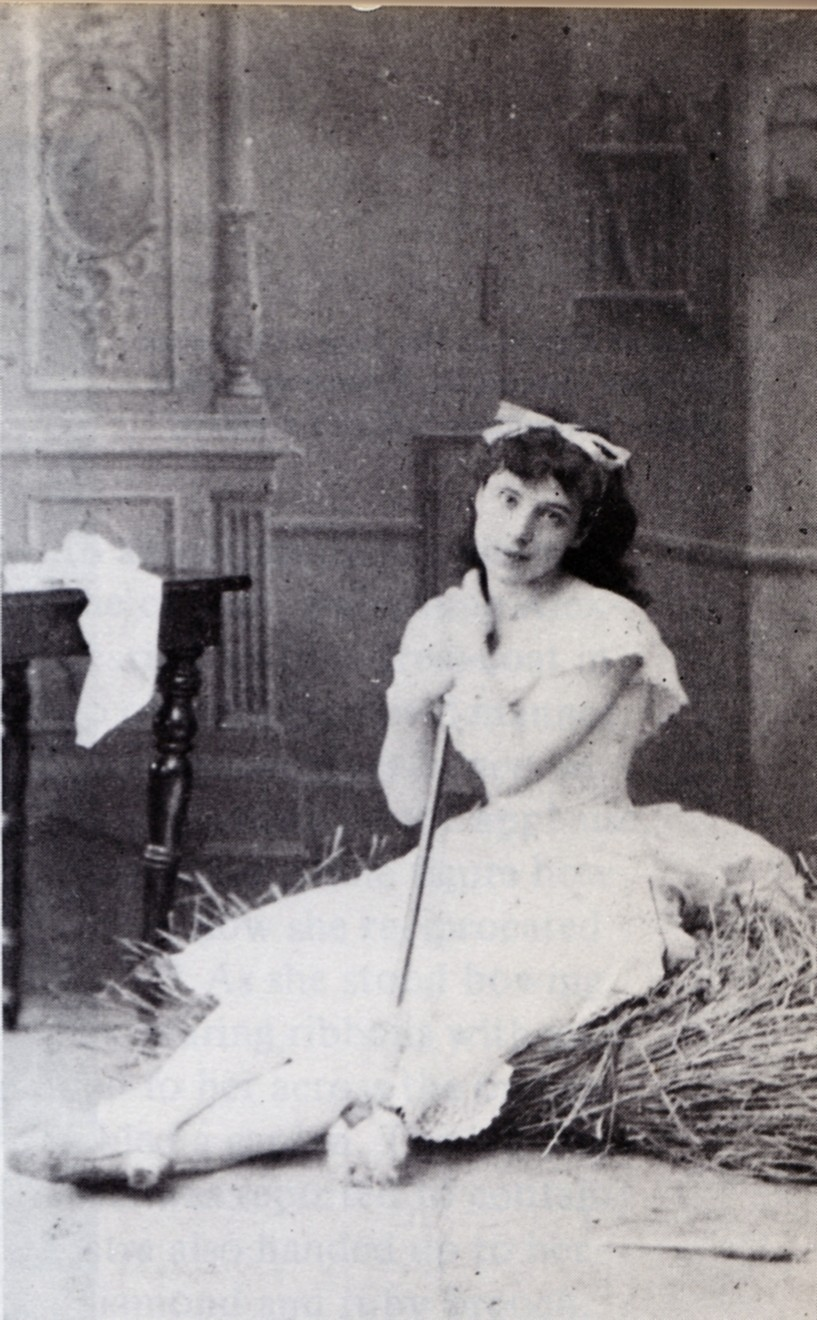
Virginia Zucchi como Lise en la reposición de La Fille mal gardée de Marius Petipa y Lev Ivanov, San Petersburgo, 1885.

La bailarina italiana Virginia Zucchi realizó una gira por San Petersburgo en 1885, actuando con éxito en diferentes obras en varios teatros de la capital imperial. En agosto de ese año, el emperador Alejandro III solicitó que el director del Teatro Imperial, Iván Vsévolozhsky, invitara a Zucchi a actuar con el Ballet Imperial. Zucchi estuvo de acuerdo y eligió la versión de 1864 de Paul Taglioni con la música de Hertel para su debut. Se exigió al director Vsevolozhsky que pagara un precio extremadamente alto para obtener la partitura de Hertel de Berlín, mientras que la propia Zucchi exigió grandes honorarios más un porcentaje de la taquilla.
Esta producción fue puesta en escena conjuntamente por el maestro principal de ballet del Ballet Imperial, Marius Petipa, y el ensayista y segundo maestro de ballet de la compañía, Lev Ivanov, mientras que la propia Zucchi ayudó con la puesta en escena de algunos de los bailes que había conocido de la versión de Paul Taglioni. La producción también incorporó bailes de la antigua producción del Ballet Imperial con música de Hérold. Las razones de la puesta en escena conjunta de Petipa e Ivanov no están del todo claras, aunque puede deberse al hecho de que se necesitaba a Ivanov para poner en escena los números extraídos de la antigua producción del ballet. Petipa fue responsable del montaje de todos los bailes nuevos, e incluso encargó al compositor Ludwig Minkus que compusiera música para dos variaciones adicionales de Zucchi. La producción se estrenó bajo su tradicional título en Rusia La Précaution inutile (Vana Precaución) el 28 de diciembre de 1885. La actuación de Zucchi como Lise se convirtió instantáneamente en una leyenda en Rusia.
Posteriormente Lev Ivanov montó una versión abreviada de La fille mal gardée para representaciones en el Teatro Imperial de Krasnoe Selo en el verano de 1888. El papel de Lise fue interpretado por la bailarina Alexandra Vinogradova, quien repitió el papel en octubre de ese mismo año en el escenario del Teatro Mariinski. Esta fue la última representación del ballet hasta 1894, cuando Ivanov lo remontó nuevamente para la bailarina invitada alemana Hedwige Hantenbürg. A partir de entonces, la obra encontró un lugar permanente en el repertorio del Ballet Imperial.
La revolución de 1917 hizo que un número sustancial de obras en el repertorio del Ballet Imperial dejaran de representarse y se perdieran. La producción de La fille mal gardée se representó por última vez el 10 de octubre de 1917, solo un mes antes de la Revolución de Octubre, con la bailarina Elsa Vill como Lise.

### Notación de la producción del Ballet Imperial
Al igual que con muchas de las obras que componían el repertorio del Ballet Imperial de San Petersburgo a principios del siglo XX, la producción de Petipa / Ivanov / Hertel de La fille mal gardée fue anotada en el método Stepanov de notación coreográfica por el régisseur de la compañía Nicholas Sergeyev y su equipo de notadores. Sergeyev trajo consigo estas anotaciones cuando salió de Rusia en 1917 y las utilizó para montar ballets como El lago de los cisnes de Petipa/Ivanov, La bella durmiente de Petipa, El cascanueces original de 1892 del Ballet Imperial, Coppélia de Petipa/Ivanov/Cecchetti, y Giselle de Petipa, principalmente para el Ballet Real de Londres .
Hoy en día, todas estas notaciones, incluidas las de la producción del Ballet Imperial de La fille mal gardée, forman parte de una colección conocida como la Colección Sergeyev, que hoy se encuentra en la Biblioteca de la Universidad de Harvard. En 2015, el coreógrafo e historiador Sergei Vikharev realizó una producción de La fille mal gardée para el Ballet Estatal de Ekaterimburgo que utilizó la notación de la Colección Sergeyev. La producción se estrenó el 15 de mayo de 2015 en el Teatro Académico de Ópera y Ballet del Estado de Ekaterimburgo.

## SigloXX

### Versión de Alexander Gorsky
El 20 de diciembre de 1903, se estrenó una nueva coreografía de La fille mal gardée en el Teatro Imperial Bolshoi de Moscú. Esta versión fue puesta en escena por Alexander Gorsky, un ex bailarín de los Teatros Imperiales de San Petersburgo que se desempeñó como primer maestro de ballet de la compañía de Moscú. La versión de Gorsky de 1903 se basó en la producción de Petipa/Ivanov que aprendió durante su carrera en San Petersburgo y utilizó mucha música adicional añadida a la partitura de Hertel, incluidas piezas de Cesare Pugni, Ludwig Minkus, Léo Delibes, Riccardo Drigo y Antón Rubinstein. Es esta versión posteriormente serviría como base para casi todas las producciones montadas en Rusia, Europa y América durante muchas décadas. La versión de Gorsky del Grand pas de deux del segundo acto, conocida vagamente como La Fille mal gardée pas de deux, es ahora un famoso extracto del repertorio para las galas y competiciones, y la Academia Vaganova de Ballet todavía la interpreta regularmente como parte de su presentaciones anuales de graduación en el Teatro Mariinsky.

### Producciones de la era soviética

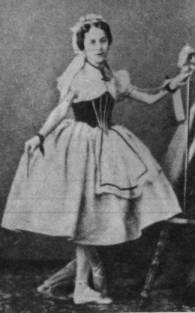
Anna Prikhunova como Lise en la producción de Jules Perrot. San Petersburgo, hacia 1865.

En 1930 los coreógrafos Asaf Messerer e Ígor Moiséyev montaron una nueva versión de La fille mal gardée para el Ballet Bolshoi, que se basó en la edición de 1903 de Gorsky. Para esta producción, Messerer y Moiseyev agregaron un nuevo acto al ballet titulado La boda de Lise y Colas, ambientado en un arreglo de música tomado del Orfeo de Mijaíl Glinka. La versión de Messerer y Moiseyev permaneció en el repertorio del Teatro Bolshoi durante solo dos años, y luego fue remontada bajo el título The Rivals en 1935, con la música de Hertel/Glinka revisada por el director Aleksandr Mosólov. Esta versión solo tuvo dieciocho representaciones y luego se eliminó por completo del repertorio.
El Bolshoi presentó otra reposición de La fille mal gardée en 1937, en una versión completamente nueva y puesta en escena por el coreógrafo Leonid Lavrovsky. Para esta producción, Lavrovsky encargó al compositor Pavel Feldt que creara una nueva partitura basada en la música tradicional de Hertel, que incluía toda la música interpolada que la partitura adquirió a través de la versión de Gorsky. Después de once representaciones, la producción de Lavrovsky fue sacada del repertorio regular del Teatro Bolshoi, solo para presentarse en intervalos irregulares hasta principios de la década de 1970. A partir de entonces, la producción quedó relegada solo a actuaciones ocasionales de los graduados de la Academia de Ballet Bolshoi.
En 1989, el director del Ballet Kirov, Oleg Vinogradov, montó una nueva versión del ballet, basada en gran medida en las producciones tradicionales de Petipa/Ivanov/Gorsky de principios del siglo XX. A pesar de ser un gran éxito, la producción de Vinogradov fue sacada del repertorio tras su salida como director del Ballet Kirov en 1995.

## La fille mal gardéeen Occidente

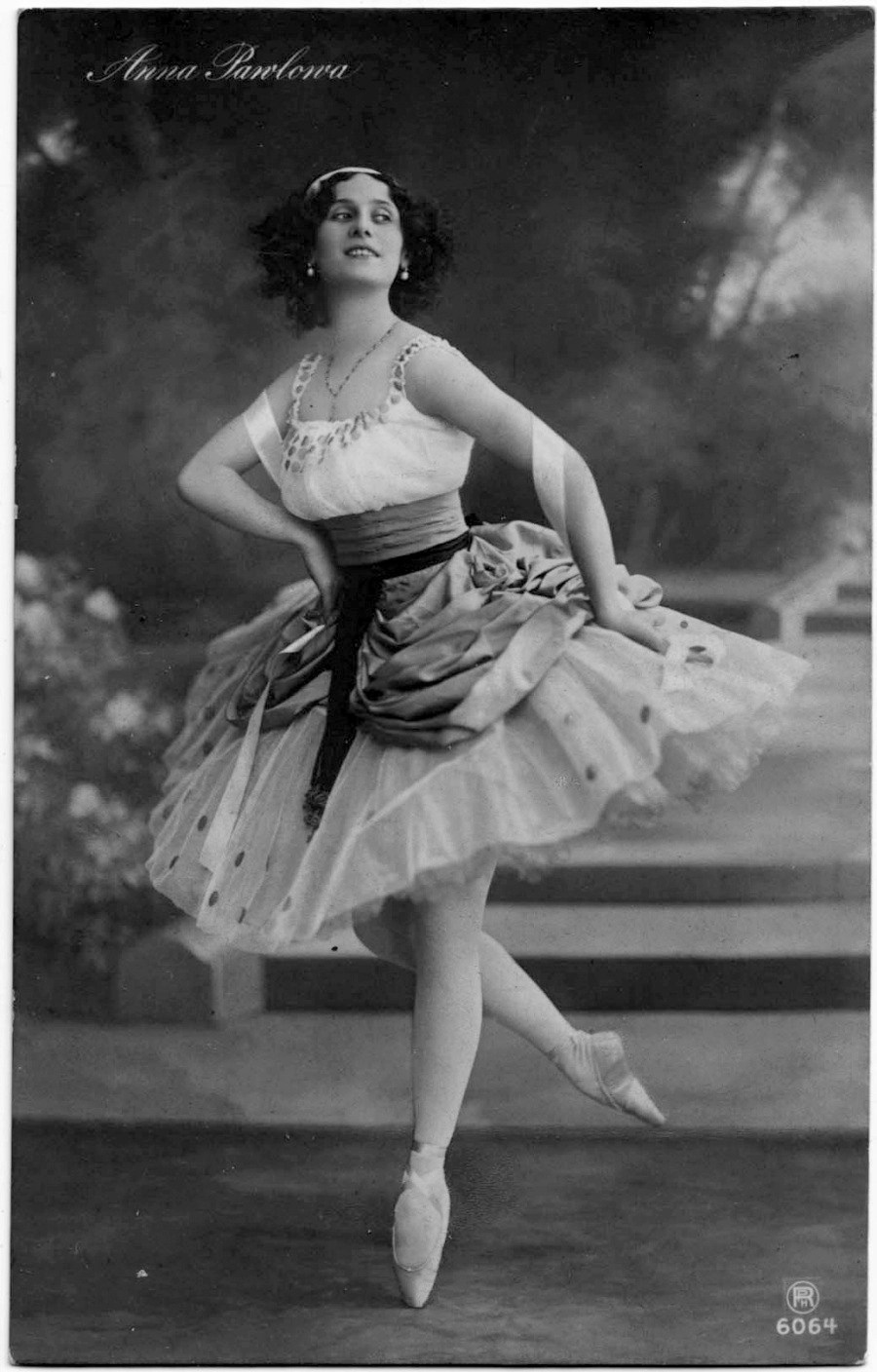
Anna Pávlova en "La muchacha mal custodiada", 1912

Las primeras representaciones de cualquier versión rusa de La fille mal gardée (es decir, derivada de las reposiciones de Petipa e Ivanov) en Occidente fueron presentadas por la compañía itinerante de la legendaria bailarina Anna Pávlova, una de las intérpretes más célebres del papel de Lise, quien durante una gira por Londres en 1912 actuó en una versión abreviada del ballet.
Bronislava Nijinska realizó la primera producción de este ballet en los Estados Unidos para el American Ballet Theatre (entonces conocido como Ballet Theatre) en 1940, una versión basada en la versión de Petipa/Ivanov/Gorsky con música de Hertel. El elenco original de ABT incluía a Patricia Bowman como Lisette y Yurek Shabelevsky como Colas. La versión de Nijinska fue remontada en 1941 bajo el título The Wayward Daughter y en 1942 bajo el título Naughty Lisette. La producción de 1942 fue revisada por Dimitri Romanoff en 1949 y permaneció en el repertorio de la compañía durante muchos años. Romanoff volvió a poner en escena una nueva versión del ballet para la compañía en 1972, con Natalia Makarova como Lise. La producción de Romanoff resultó ser una pieza popular en el repertorio del American Ballet Theatre, que retuvo la producción hasta 1984. Muchos bailarines famosos como Mikhail Baryshnikov, Gelsey Kirkland, Susan Jaffe, Cynthia Gregory, Fernando Bujones y Marianna Tcherkassky triunfaron en los papeles principales. Hoy en día, la compañía incluye la versión de Sir Frederick Ashton en su repertorio activo (originalmente puesta en escena para el Royal Ballet en 1960), aunque el llamado La fille mal gardée pas de deux derivado de la versión anterior a menudo se interpreta durante las galas.
En 1942, el Ballet Russe de Monte-Carlo presentó su primera producción de La fille mal gardée, puesta en escena por la ex bailarina del Imperial Ballet Alexandra Balachova en una versión basada en gran parte en la producción de Alexander Gorsky derivada de la puesta en escena de Petipa/Ivanov de finales del siglo XIX..
Muchos de los bailarines que trabajaron con el Ballet Russe de Monte Carlo tuvieron carreras exitosas como coreógrafos, profesores y maestros de ballet en el extranjero, y utilizarían la versión de Balachova como base para muchas reposiciones en todo el mundo. La célebre bailarina Alicia Alonso bailó la puesta en escena de La fille mal gardée de Balachova a lo largo de las décadas de 1940 y 1950 y luego montaría su propia versión de la obra para el Ballet Nacional de Cuba en 1964. Como resultado, la mayoría de las compañías de ballet del Caribe y Sudamérica realizan regularmente producciones derivadas de la puesta en escena de Alonso con la música de Hertel.
En 1985 Claude Bessy puso en escena su versión de La fille mal gardée para la Escuela de Ballet de la Ópera de París, una producción inspirada en la versión de 1972 de Dimitri Romanoff para el American Ballet Theatre. Para esta producción, Bessy utilizó la partitura de Hertel de 1864 en una orquestación del director de orquesta de la Ópera de París, Jean-Michel Damase .

## Producción del Royal Ballet de Frederick Ashton
En 1959, el coreógrafo Frederick Ashton comenzó a crear una versión completamente nueva de La Fille mal gardée para el Royal Ballet de Londres. Esta producción se estrenó el 28 de enero de 1960, con la bailarina Nadia Nerina como Lise, David Blair como Colas, Stanley Holden como la viuda Simone y Alexander Grant como Alen. Desde sus inicios, la puesta en escena de Ashton se ha convertido en un clásico célebre del repertorio de ballet.
Originalmente, Ashton tenía la intención de usar la partitura de 1864 de Peter Ludwig Hertel como se había usado para casi todas las reposiciones del ballet desde finales del siglo XIX, pero después de una inspección minuciosa de esta música, Ashton decidió que no encajaría con sus planes. A sugerencia del historiador de ballet y musicólogo Ivor Guest, Ashton encontró la música ligera y sencilla de la partitura de 1828 de Ferdinand Hérold, más adecuada para su concepción.
Ashton luego encargó al director de orquesta de la Royal Opera House, John Lanchbery, que orquestara y editara la partitura de Hérold, usándola como base para una partitura completamente nueva, para la cual Lanchbery compuso algunos números nuevos, incorporando pasajes de la música pastiche original del estreno de 1789 en la partitura, y un número de la partitura de Hertel que se utilizó para el famoso Clog Dance. Ashton estaba decepcionado de que la partitura de Hérold no contuviera un duo central adecuado; Ivor Guest encontró una reducción para violín del pas de deux que Fanny Elssler había arreglado para su actuación en el ballet en 1837, escondido en una vieja caja de música en la Ópera de París. Este número ahora se conoce como The Fanny Elssler pas de deux .
Ashton creó lo que se considera una de sus coreografías más magistrales para su nueva versión de La Fille mal gardée. Resucitó el duo de las cintas para Lise y Colas, en el que los amantes realizan un encantador duo con intrincados trucos utilizando una cinta de raso rosa. Ashton llevó esta idea a un nivel completamente nuevo con el pas de deux de Fanny Elssler, ideando un gran adagio espectacular para Lise, Colas y ocho mujeres con ocho cintas. Ashton también incluyó la secuencia mímica original de Petipa conocida como When I'm Married, un pasaje que fue interpretado por todas las grandes bailarinas de antaño cuando bailaban el papel de Lise. Este pasaje lo enseñó Tamara Karsavina, ex bailarina de los Teatros Imperiales de San Petersburgo y del Original Ballet Russe. Ella, a su vez, lo había aprendido de su maestro Pavel Gerdt, que alguna vez fue el principal bailarín masculino del Ballet Imperial que había bailado con bailarinas de finales del siglo XIX y principios del siglo XX en el papel de Lise.
Para inspirar a Lanchbery a escribir música para Clog Dance, Ashton llevó al compositor a una actuación de bailarines de zuecos de Lancashire. Esta danza es interpretada en el ballet por la madre de Lise, la Viuda Simone. Lanchbery decidió utilizar el leitmotiv de la viuda Simone de la partitura de Hertel. Ashton creó un número humorístico a partir de esta música para Simone y cuatro bailarinas, al comienzo del cual Lise tienta a su madre con un par de zuecos; ella se los pone y gira en uno de los números más célebres de Ashton, que también presenta a los bailarines usando los zuecos para realizar sur la pointe (de puntillas).
La versión de 1960 de Ashton de La fille mal gardée ha sido puesta en escena para muchas compañías en todo el mundo y se ha convertido en la versión más o menos "tradicional", reemplazando las producciones derivadas de las versiones de Petipa/Ivanov/Gorsky bailadas en Rusia con la música de Hertel. Entre tales compañías se encuentran el Ballet Bolshoi (2002) y el American Ballet Theatre (2004). A pesar de esto, el famoso La fille mal gardée pas de deux, que está tomado de las versiones del ballet de Petipa/Ivanov/Gorsky, todavía se interpreta con regularidad como un extracto de gala, y es utilizado a menudo por varios jóvenes bailarines en el circuito de competición de ballet.
Después de la muerte de Ashton, los derechos de su puesta en escena de La fille mal gardée pasaron a Alexander Grant, el intérprete original del papel de Alain. En 2007, el Ballet de la Ópera de París invitó a Grant a supervisar una puesta en escena de la versión de Ashton, que se estrenó en el Ópera Garnier el 22 de julio de 2007 con Dorothée Gilbert como Lise, Nicolas Le Riche como Colas, Simon Valastro como Alain y Stéphane Phavorin como Widow Simone. .
Como parte de un contrato entre la BBC y el Royal Ballet firmado en 1961, La fille mal gardée fue uno de los nueve ballets filmados para televisión y se transmitió durante la Navidad de 1962 con el elenco original. Ha habido grabaciones de video posteriores emitidas por el Royal Ballet. En 1962, Lanchbery grabó extractos de música de su adaptación de la partitura de Hérold, y en 1983 grabó la obra completa, nuevamente para Decca Records .

## La versión del Ballet du Rhin del original de 1789
La historia de la interpretación de La fille mal gardée cerró el círculo en 1989, cuando el Ballet du Rhin de Mulhouse, Francia, presentó una reposición de la producción original de Dauberval de 1789. La puesta en escena estuvo a cargo de Ivo Cramer, experto en danza teatro de finales del siglo XVIII y principios del XIX, y el director artístico del Ballet du Rhin, Jean Paul Gravier. Investigaron minuciosamente la producción original y localizaron una copia de la partitura original en Estocolmo, que describe la producción de 1789, incluidos detalles de los pasajes mímicos originales. La partitura original fue restaurada y orquestada por el director Charles Farncombe. El diseñador Dominique Delouche creó decorados y vestuarios inspirados en los diseños utilizados en el original. Aunque la coreografía original de Dauberval se perdió, Cramer elaboró bailes al estilo de la época, con una fuerte influencia de la danza folclórica, como en el original. Cramer también restauró el esquema original para el final del ballet, en el que los bailarines, cantando junto con la música, gritan el estribillo Il n'est qu'un pas du mal au bien ("Solo hay un paso de malo a bueno" ). La producción se presentó con el título original, Le ballet de la paille ("El ballet de la paja").

## Personajes
- Lise, (la hija mal guardada)
- Colas, (el amado de Lise)
- Viuda Simone, (la madre de Lise, tradicionalmente bailada por un hombre)
- Alain, (el pretendiente rico y tonto de Lise)
- Thomas, (padre de Alain)
- Notario
- Campesinos, amigos de Lise y Colas
- Gallo y tres gallinas

## Sinopsis
Lise y Colas están enamorados y quieren casarse. Sin embargo, la viuda Simone quiere que Lise se case con Alain, tonto pero extremadamente rico, y ha arreglado (con el padre de Alain, Thomas) un contrato de matrimonio entre Lise y Alain. La viuda Simone hace todo lo posible para mantener separados a Lise y Colas, pero no tiene éxito en sus intentos.
En el momento de la cosecha, Thomas y Alain llevan a la viuda Simone y Lise al campo para un almuerzo campestre. Los trabajadores agrícolas se unen en un baile de cintas alrededor de un árbol de mayo, y las niñas también se unen en un baile de zuecos con la viuda Simone. Hay una tormenta y todos corren a refugiarse. Alain se deja llevar por el viento por su paraguas abierto.
La viuda Simone y Lise regresan a su casa. La viuda quiere que Lise se siente en la rueca y trabaje, pero Lise hila mientras baila, casi estrangula a la viuda. Después de un tiempo, la viuda quiere que Lise baile, y Lise muestra signos de infelicidad, pero la obliga. La viuda toma una pandereta para tocar al compás del baile de Lise. Cuando la viuda está dormida, Lise intenta robar la llave del bolsillo de la viuda para evitar que la viuda la encierre, pero no lo consigue. Los trabajadores agrícolas traen las cosechas y la viuda sale de la casa (después de cerrar la puerta detrás de ella para evitar que Lise salga de la casa). Lise piensa en Colas y siendo madre de una gran cantidad de niños. Para su vergüenza, Colas se levanta repentinamente de los cultivos apilados. Al oír el regreso de la viuda Simone a la casa, Lise y Colas buscan desesperadamente un lugar donde esconderse. Al no encontrar ningún lugar adecuado en la sala de estar, Lise lleva a Colas a su habitación y regresa a la sala de estar justo antes de que la viuda Simone entre a la casa. La viuda Simone le ordena a Lise que vaya a su habitación y se ponga su vestido de novia para su próxima boda con Alain. Lise, horrorizada, trata de quedarse donde está, pero la viuda Simone empuja a Lise a su habitación y cierra la puerta.
Thomas llega con su hijo Alain (que todavía está agarrando su paraguas). Están acompañados por un notario que actuará como testigo del matrimonio. También llegan los trabajadores de la granja (amigos de Lise y Colas). La viuda Simone le da a Alain la llave de la habitación de Lise. Cuando Alain abre la puerta de la habitación de Lise, aparece Lise con su vestido de novia, acompañada de Colas. Thomas y Alain se ofenden y Thomas, enfurecido, rompe el contrato de matrimonio. Thomas, Alain y el notario salen de la casa enfadados. Lise y Colas luego le suplican a la viuda Simone que considere favorablemente su unión. El amor lo vence todo y la viuda cede. Celebrando alegremente el feliz resultado de Lise y Colas, todos se van y la casa queda tranquila y vacía, hasta que Alain regresa por su paraguas que había dejado accidentalmente. Así que Alain también está feliz con el amor de su vida: su paraguas.

## Grabaciones de la música
Se han publicado grabaciones de la adaptación de John Lanchbery de 1960 de la partitura de Ferdinand Hérold y de extractos de la partitura de Hertel de 1864.
- La Fille mal gardée - extractos, John Lanchbery dirigiendo la Orquesta de la Royal Opera House, Covent Garden. Estos extractos de la adaptación de Lanchbery de 1960 de la partitura de Hérold de 1828, grabados en febrero y marzo de 1962, se han reeditado periódicamente y los críticos los han elogiado con frecuencia por su excepcional calidad de sonido.[5] El LP original (Decca SXL 2313) incluso llegó a la "Lista de superdiscos" realizada por The Absolute Sound .
- Hérold: La fille mal gardée (momentos destacados), Barry Wordsworth dirigiendo la Orquesta Filarmónica Real de Liverpool. Esta grabación de extractos de la adaptación de La fille mal gardée de Lanchbery en 1960 se publicó originalmente en LP en 1983 (HMV ASD1077701) y se volvió a publicar en 1988 en CD (Classics for Pleasure 586 1782).[6]
- Hérold – La Fille mal gardée – completa, John Lanchbery dirigiendo la Orquesta de la Royal Opera House, Covent Garden. Esta grabación se lanzó originalmente en LP en 1985 y se ha reeditado en CD (Decca 430,849–2 y Decca Eloquence 442 9048). Contiene la partitura completa de La fille mal gardée en la adaptación de Lanchbery.[7]